# Néyo (langue)
 (mars 2019).
Si vous disposez d'ouvrages ou d'articles de référence ou si vous connaissez des sites web de qualité traitant du thème abordé ici, merci de compléter l'article en donnant les références utiles à sa vérifiabilité et en les liant à la section « Notes et références ».
Cet article concerne la langue Néyo. Pour le peuple Néyo, voir Néyo (peuple).
Néyo ,Neyau, Néouolé ou encore Néwolé est une langue ivoirienne de la famille des langues krou parlée dans sud-ouest de la Côte d'Ivoire, essentiellement dans la sous-préfecture de Sassandra.

## Généralité
La langue Néyo est une langue locale parlée par le peuple Néyo dans le Sud-Ouest de la Côte d'Ivoire  précisément à Sassandra, ville située dans la région du Gbôklè . Elle compte près de 10.000 locuteursrepartis dans 27 villages sur le long de la côte et de chaque côté du fleuve Sassandra. Le nom Néyo vient de "Ni-yu" un nom composé issu lui-même de "Nimié a yô o". La langue Néyo, comme plusieurs autres langues locales de Côte d'Ivoire, n'a pas d'écriture mais peut-être retranscrite.   

## Écriture
La langue Néyo n'a pas d'alphabet propre à elle mais elle peut être retranscrite avec l’alphabet latin. Plusieurs orthographes existent.
L’Orthographe pratique des langues ivoiriennes (OPLI) peut être utilisée comme  dans la traduction de la Bible publiée par Wycliffe Bible Translators.
| a | b | bh | c  | d | e | ɛ | f | g | gb | i | ɩ | j | k | kp | l |
| m | n | ŋ  | ny | o | ɔ | p | r | s | t  | u | ʋ | v | w | y  | z |

## Prononciation

### Voyelles
Les 9 voyelles du Néyo sont assez comparables à celle du français.
Toutefois ce tableau ne tient pas compte de la longueur vocalique, de la tonalité, et de la modulation existant en langue Néyo.
| Lettres néyo | Lettres OPLI | Lettres proches en français | Exemple mot français                         | API | Exemple mot néyo      |
| ------------ | ------------ | --------------------------- | -------------------------------------------- | --- | --------------------- |
| a            | a            | a                           | patte                                        | /a/ | dada (épervier/filet) |
| è            | ɛ            | è                           | père                                         | /ɛ/ | dagbè (les moules)    |
| é            | e            | é                           | été                                          | /e/ | zé (une noix de coco) |
| e            | ɩ            | e                           | entre é et i Anglais : bit [bɪt] « morceau » | /ɪ/ | dadë (salive)         |
| i            | i            | i                           | midi                                         | /i/ | zigli (sucre)         |
| o            | ɔ            | o                           | pomme                                        | /ɔ/ | nëwolë (langue néyo)  |
| ö            | ʋ            | ô                           | proche de tôt                                | /ʊ/ | dödö (regarde)        |
| ô            | o            | ô                           | tôt                                          | /o/ | kpô (tabouret)        |
| u            | u            | ou                          | chou                                         | /u/ | kotu (vêtement)       |

Le Néyo est une langue à tons: la tonalité y assume une fonction distinctive. Elle sera retranscrite en phonétique par les signes diacritiques : 
- haut é
- moyen ē
- bas è

La longueur vocalique et la modulation existent en Néyo mais peuvent s'interpréter comme la réalisation phonétique de deux voyelles et c'est ainsi qu'elles seront retranscrites.
.

### Consonnes
Le Néyo a 22 consonnes (voir le tableau qui suit);
| Écriture retenue | Prononciation en français | Exemple mot français          | API  | Exemple mot néyo      |
| ---------------- | ------------------------- | ----------------------------- | ---- | --------------------- |
| b                | b                         | banc bɑ̃                       | /b/  | bla (malaxe)          |
| bh               | bh                        | b sans souffler               | /ɓ/  | bha (prends)          |
| s                | s                         | sans sɑ̃                       | /s/  | slé (chambre)         |
| c                | tchi                      |                               | /c/  | machi (allumettes)    |
| d                | d                         | dans dɑ̃                       | /d/  | dada (épervier/filet) |
| f                | f                         | fend fɑ̃                       | /f/  | fuo (faire peur)      |
| g                | g                         | gant ɡɑ̃                       | /ɡ/  | goze (médicament)     |
| gb               | gb                        |                               | /ɡ͡b/ |                       |
| ñ                | gn ou ni                  | gnon ɲɔ̃                       | /ɲ/  |                       |
| ng               | ng                        | sound of ng in English si'ng' | /ŋ/  | ġwlo (femme)          |
| k                | k                         | casse kas                     | /k/  |                       |
| kp               | kp                        |                               | /k͡p/ |                       |
| l                | l                         | entre l et r roulé            |      |                       |
| m                | m                         | ment mɑ̃                       | /m/  |                       |
| n                | n                         | canne kan                     | /n/  |                       |
| p                | p                         | pend pɑ̃                       | /p/  |                       |
| t                | t                         | tant tɑ̃                       | /t/  |                       |
| v                | v                         | vent vɑ̃                       | /v/  |                       |
| z                | z                         | zen zɛn                       | /z/  |                       |
| y                | y                         | yeux jø                       | /j/  |                       |
| w                | w                         | oui wi                        | /w/  |                       |
| dj               | dj                        |                               | /ɟ/  |                       |

## Syntaxe
- La syntaxe du Néyo est du type SVO.
- La flexion verbale est agglutinante: les variations sur le verbe se font avec des particules.
- Les noms se répartissent en huit classes nominales et l'adjectif suit le nom.

Pour une syntaxe du verbe des langues krou dans une perspective d'universaux du langage, voir Koopman (1984), dans la bibliographie.